# Tipula centroproducta
Tipula centroproducta är en tvåvingeart som beskrevs av Alexander 1972. Tipula centroproducta ingår i släktet Tipula och familjen storharkrankar.
Artens utbredningsområde är Tanzania. Inga underarter finns listade i Catalogue of Life.